# Leptoseris mycetoseroides

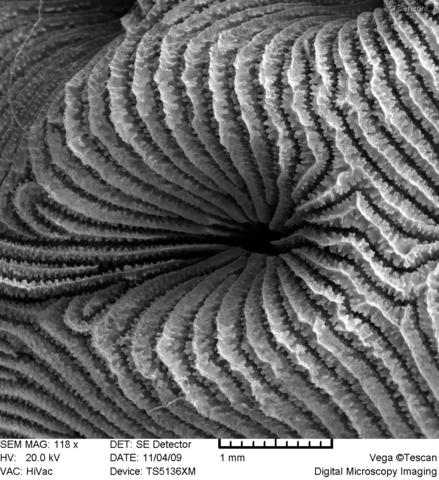
Coralito de L. mycetoseroides, fotografiado mediante microscopio digital a 118x.

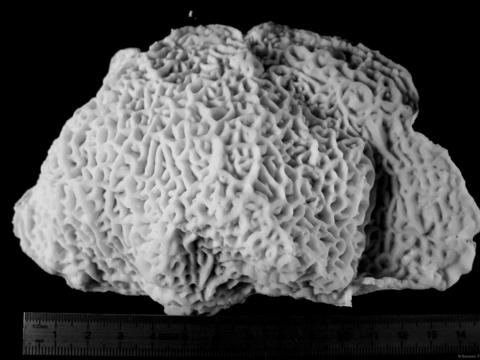
Leptoseris mycetoseroides, corallum, o esqueleto colonial.

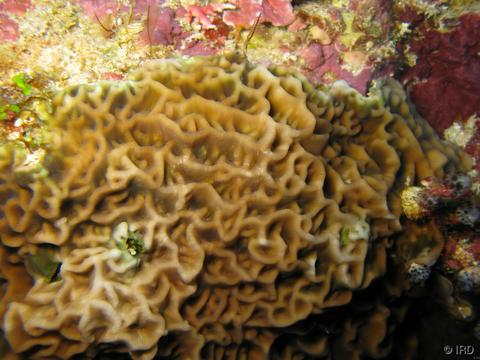
Leptoseris mycetoseroides, in situ, Nueva Caledonia.

Leptoseris mycetoseroides es una especie de coral de la familia Agariciidae, perteneciente al grupo de los corales duros del orden Scleractinia. Su nombre común en inglés es porcelan coral, o coral porcelana, debido a la apariencia vidriosa y brillante de sus colonias.

## Morfología
La morfología de las colonias es incrustante o en platos laminares, con la superficie de la colonia atravesada de pequeños pliegues irregulares, a la manera de su pariente Pachyseris rugosa. Los cálices de los coralitos están encerrados en los pliegues, excepto hacia la periferia, en dónde se disponen en hileras paralelas al margen. Los septo-costae son finos y homogéneos. Generalmente de color marrón moteado o verde, y, en zonas sombreadas, con los tonos más oscuros. Las colonias pueden exceder frecuentemente un metro de diámetro.

## Hábitat y distribución
Su distribución geográfica comprende las aguas tropicales del océano Indo-Pacífico, desde África oriental y el mar Rojo, hasta el Pacífico central, las islas Hawái y el Atolón de Jhonston. Es especie nativa de Arabia Saudí, Australia, Baréin, Birmania, Camboya, Chile, China, Cocos, Comoros, islas Cook, Egipto, Emiratos Árabes Unidos, Eritrea, Filipinas, Fiyi, India, Indonesia, Irán, Irak, Israel, Japón, Jordania, Kenia, Kiribati, Kuwait, Madagascar, Malasia, Maldivas, islas Marianas del Norte, islas Marshall, isla Mauricio, Mayotte, Micronesia, Mozambique, Nauru, isla Navidad, Nueva Caledonia, Omán, Palaos, Papúa Nueva Guinea, islas Pitcairn, Polinesia, Catar, Reunión, Samoa, islas Salomón, Seychelles, Singapur, Somalia, Sri Lanka, Sudán, Taiwán, Tailandia, Tanzania, Tokelau, Tonga, Tuvalu, Vanuatu, Vietnam, Wallis y Futuna, Yemen y Yibuti.
Habita en un amplio rango de hábitats del arrecife, especialmente en las laderas protegidas de la acción del oleaje y en muros verticales. Su rango está entre los 10 y 30 m de profundidad, aunque se localizan especímenes entre 2 y 49.5 m. Y en un rango de temperatura entre 25.10 y 28.82 °C.
Posiblemente sea la especie del género más común en el Indo-Pacífico.

## Alimentación
Los pólipos contienen algas simbióticas llamadas zooxantelas, con las cuales mantienen una relación mutualista. Las algas realizan la fotosíntesis produciendo oxígeno y azúcares que son aprovechados por los pólipos, y a su vez se alimentan de los catabolitos del coral, especialmente fósforo y nitrógeno. Esto satisface del 70 al 95% de sus necesidades alimenticias, y el resto lo obtienen atrapando microplancton y materia orgánica disuelta en la columna de agua.

## Reproducción
Las colonias producen esperma y huevos que se fertilizan en el agua. Las larvas deambulan por la columna de agua hasta que se posan y fijan en el lecho marino, una vez allí se convierten en pólipos y comienzan a secretar carbonato cálcico para construir su esqueleto, o coralito. Posteriormente, se reproducen asexualmente por gemación, dando origen a otros ejemplares, conformando así la colonia coralina.